# Aleksandr Fëdorovič Trepov
Aleksandr Fëdorovič Trepov (in russo Александр Фёдорович Трепов?; Kiev, 18 settembre 1862 – Nizza, 10 novembre 1928) è stato un politico russo.
Ricoprì la carica di Ministro dei trasporti e di Primo ministro dal novembre 1916 al gennaio 1917, durante il suo breve periodo al governo ha cercato, inutilmente, di convincere lo Zar Nicola II a concedere maggiori poteri alla Duma di Stato per prevenire rivolte. Si è inoltre adoperato per diminuire l'influenza dello starec siberiano Grigorij Efimovič Rasputin ottenendo modesti risultati. Diede le dimissioni poco prima della rivoluzione per via dei contrasti con lo Zar che non intendeva concedere maggiore autonomia alla Duma.